# Aequipecten opercularis
Az Aequipecten opercularis a kagylók (Bivalvia) osztályának Pectinida rendjébe, ezen belül a Pectinidae családjába tartozó faj.
Nemének a típusfaja.

## Előfordulása
Az Aequipecten opercularis fő előfordulási területe az Atlanti-óceán keleti felének északibb részén, azaz Norvégia partjaitól és az Északi-tengertől délfelé a Brit-szigeteken keresztül, egészen Marokkóig és Mauritániáig tart. Az elterjedése keleten a Földközi-tengert is magába foglalja. Elszigetelt állománya van a Mexikói-öbölben.

## Megjelenése
A kifejlett példány héjának átmérője 90 milliméter. A színezete példánytól függően a piszkosfehértől a sárgán keresztül, egészen a vörösesig változik.

## Életmódja
A tengerfenék egyik lakója, amely szerves törmeléket szűr ki a vízből. A Herrmannella pecteni, Herrmannella rostrata, Modiolicola inermis, Pseudanthessius thorellii és Trochicola pectinidarum nevű evezőlábú rákok (Copepoda) a külső élősködői ennek a kagylónak.

## Képek

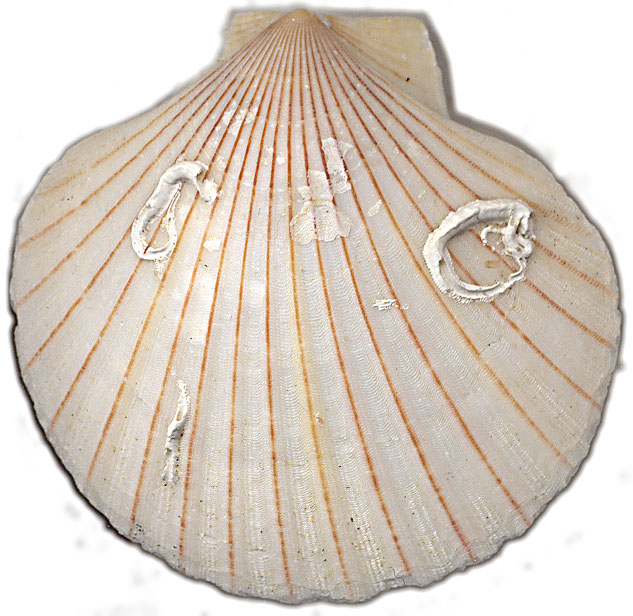
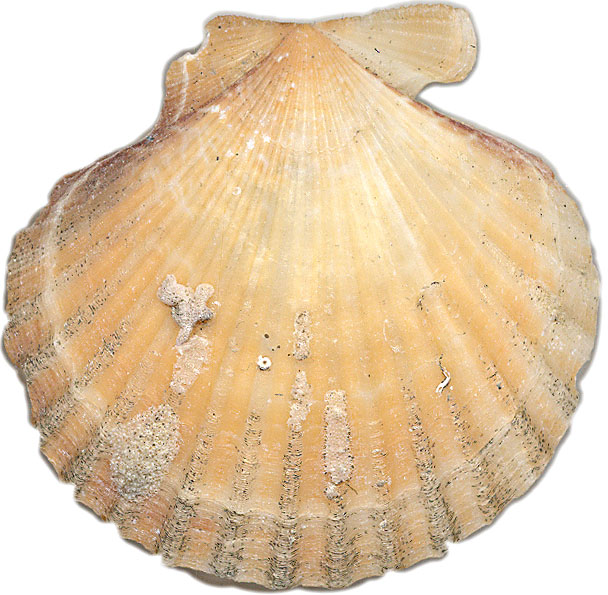
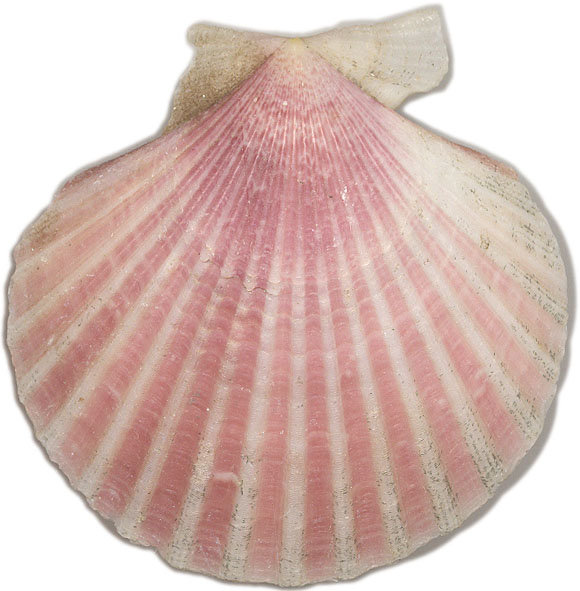
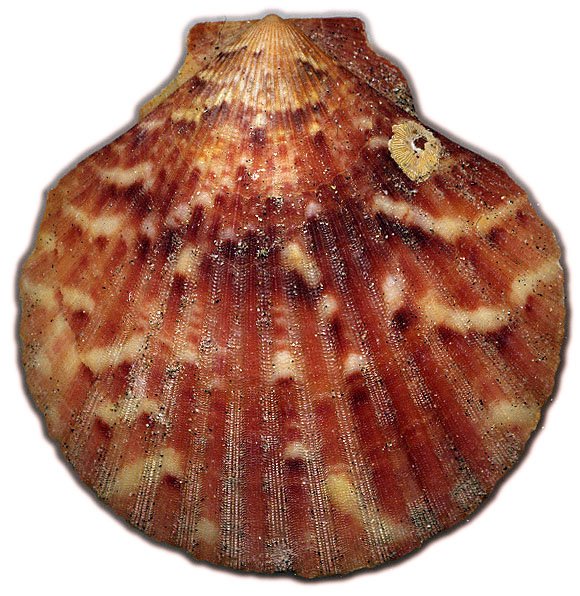
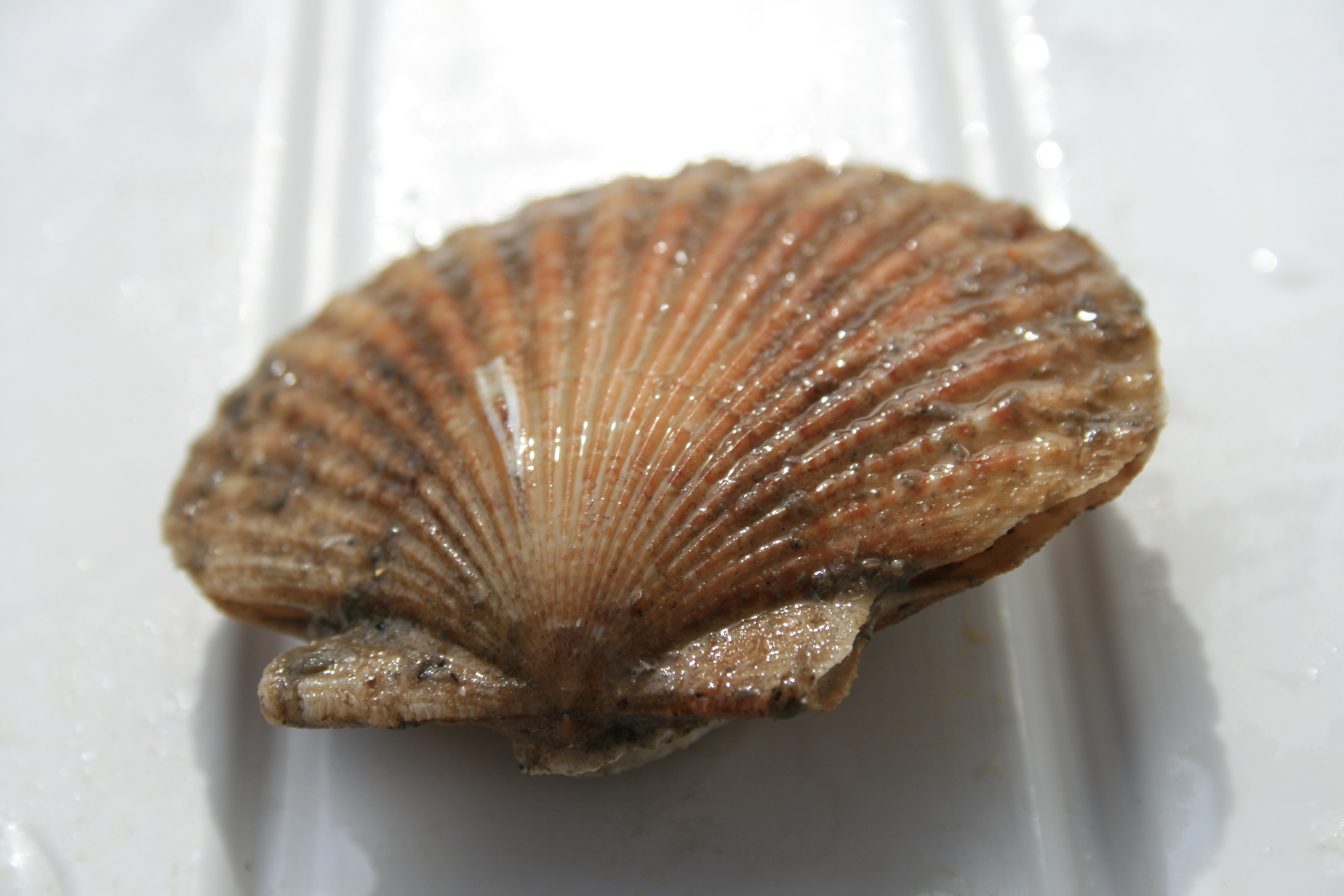